# Lingua pivot
Una lingua pivot o metalinguaggio è una lingua naturale o artificiale usata come lingua intermediaria per le traduzioni. Usando una lingua pivot si evita l'esplosione combinatoria dovuta al fatto di avere diversi traduttori per ogni combinazione delle lingue supportate.
Lo svantaggio di una lingua pivot è che ad ogni passo della ritraduzione possono essere introdotti eventuali errori e ambiguità. Per esempio, quando Hernán Cortés comunicò con gli indiani mesoamericani, parlò in spagnolo a Gerónimo de Aguilar, che riferì in maya a Malintzin, che a sua volta tradusse in nahuatl ai locali.
Inglese, francese, russo e arabo vengono spesso usati come lingue pivot. Il progetto Universal Networking Language è una lingua artificiale progettata specificamente per questo scopo. Anche l'esperanto è stato usato come lingua pivot nel progetto Distributed Language Translation e nel dizionario multilingue Ergane.
Nell'ambito della Logica viene invece definito Metalinguaggio il linguaggio artificiale utilizzato per parlare del linguaggio stesso.